# Меликов, Павел Моисеевич
Павел Моисеевич Меликов (Погос Мовсесович Меликянц; 1771 — 1848) — генерал-майор, участник Отечественной войны 1812 года.
Представитель карабахского армянского княжеского рода. Участник битвы при Бородине, награждён высокими наградами. В 1816 году назначен комендантом Бакинской крепости (в чине подполковника), откуда обеспечивал доставку зерна голодающим в Туркмении. Позже Павел Меликов выходит в отставку и поселяется на Мясницкой улице Москвы, рядом с армянским храмом Сурб Хач и Лазаревским институтом восточных языков (был членом попечительского совета). В его доме бывали А. С. Пушкин и особенно часто М. Ю. Лермонтов.
Инициатор Касперовского приюта (Гаспарян ахкатаноц), которому он завещал свои сбережения.
Погребен 30.07.1848 на Армянском кладбище.

## Награды
- орден Св. Анны IV степени (1807)
- золотая шпага «За храбрость» (1807) (за героизм в сражении под Фридландом)
- Прусский орден (1808)
- орден Св. Владимира IV степени (1812)
- орден Св. Анны III степени
- орден Св. Анны II степени (1814)
- орден Леопольда (Австрия, 1814)
- Баварский орден (1814)
- орден Св. Георгия IV степени (1819)